# Pseudepicausta limpidipennis
Pseudepicausta limpidipennis är en tvåvingeart som först beskrevs av Carl Ludwig Doleschall 1858.  Pseudepicausta limpidipennis ingår i släktet Pseudepicausta och familjen bredmunsflugor. Inga underarter finns listade i Catalogue of Life.